# Осетинский округ
Осетинский округ — административно-территориальная единица Терской области Российской империи, существовавшая в 1860—1870 годах.

## Географическое положение
Располагался в центральной части Северного Кавказа, в районе бассейна верхнего течения реки Терек и его притоков — Гизельдон, Фиагдон, Ардон и Урух, охватывал территорию современной центральной, западной и южной части Северной Осетии.
Границы: на западе и северо-западе с Кабардинским округом, на востоке и северо-востоке с Ингушским округом, на юге по Кавказскому хребту с Тифлисской губернией.

## История
Образован в 1860 году. До 1860 года XIX века горское население Северного Кавказа находилось в подчинении военных властей Левого (Северо-Восточный Кавказ) и Правого (Северо-Западный Кавказ) флангов Кавказской линии. Гражданское управление было только в Ставропольской губернии. После окончания Кавказской войны военное управление Кавказом было ликвидировано. В 1860 году вся территория Северного Кавказа была поделена на Ставропольскую губернию, Кубанскую, Терскую и Дагестанскую области. Терская область состояла из 8 округов: Кабардинского, Осетинского, Ингушского, Аргунского, Чеченского, Ичкеринского и Кумыкского.
Административным центром Осетинского округа вместе с Ингушским округом был Владикавказ. Осетинский округ состоял из трёх участков: Тагауро-Куртатинский, Алагиро-Наро-Мамисонский и Дигорский. В 1870 году Осетинский округ вместе с казачьими станицами на Сунже был объединён с Ингушским округом в один Владикавказский округ, который охватывал обширную территорию от реки Урух на западе до реки Фортанга на востоке. В 1888 году из состава Владикавказского округа были выделены земли Ингушского округа, вместе с землями Терского казачьего войска, и был образован объединённый ингушско-казачий Сунженский отдел Терской области. В составе Владикавказского округа с 1888 года остались только земли упраздненного ранее Осетинского округа.

## Население
Основное население округа составляли осетины — иронцы и дигорцы.
По вероисповеданию осетины-иронцы были в большинстве христианами и язычниками, часть иронцев Тагаурского общества исповедовала ислам суннитского толка. Большинство осетин-дигорцев исповедовало ислам суннитского толка, часть дигорцев были христианами.

## Административное деление
В административном отношении в 1862 году делился на 3 участка и на земли станиц подчинённые Терскому казачьему войску.
- Тагауро-Куртатинский — центр Владикавказ. Население на 1868 год — 23456 чел.
- Алагиро-Наро-Мамисонский — центр ст. Алагирская. Население на 1868 год — 13107 чел.
- Дигорский — центр ст. Ардонская. Население на 1868 год — 10239 чел.[5]